# Ambrosini S.7
Ambrosini SAI.7 là một loại máy bay đua của Italy trước Chiến tranh thế giới II. Trong và sau chiến tranh, nó được sử dụng làm máy bay huấn luyện quân sự (định danh đơn giản là S.7).

## Biến thể
SAI.7
SAI.7T
S.7
Super S.7 Supersette

## Quốc gia sử dụng
Italy
Regia Aeronautica
 Ý
Aeronautica Militare Italiana

## Tính năng kỹ chiến thuật (S.7)
Dữ liệu lấy từ The Encyclopedia of World Aircraft
Đặc điểm tổng quát
- Tổ lái: 2
- Chiều dài: 8,17 m (26 ft 9¾ in)
- Sải cánh: 8,79 m (28 ft 10 in)
- Chiều cao: 2,80 m (9 ft 2¼ in)
- Diện tích cánh: 12,80 m² (137,8 ft²)
- Trọng lượng rỗng: 1.105 kg (2.436 lb)
- Trọng lượng cất cánh tối đa: 1.317 kg (2.903 lb)
- Động cơ: 1 × Alfa Romeo 115-ter, 168 kW (225 hp)

 Hiệu suất bay 
- Tốc độ không vượt quá: 596 km/h (322 knot, 370 mph)
- Vận tốc cực đại: 358 km/h (193 knot, 223 mph)
- Vận tốc hành trình: 264 km/h (143 knot, 164 mph)
- Thất tốc: 115 km/h (62 knot, 71,5 mph)
- Tầm bay: 1.000 km (540 nm, 620 dặm)
- Trần bay: 5.250 m (17.225 ft)
- Vận tốc leo cao: 5,6 m/s (1.100 ft/phút)